# Rokytov
Rokytov es un municipio del distrito de Bardejov en la región de Prešov, Eslovaquia, con una población estimada a final del año 2024 de 567 habitantes.
Se encuentra ubicado en el centro-norte de la región, cerca del río Topľa (cuenca hidrográfica del Tisa) y de la frontera con Polonia.

## Demografía
| Año        | 1994 | 2004    | 2014    | 2024    |
| ---------- | ---- | ------- | ------- | ------- |
| Población  | 501  | 533     | 556     | 567     |
| Diferencia |      | +6,38 % | +4,31 % | +1,97 % |

| Año        | 2023 | 2024    |
| ---------- | ---- | ------- |
| Población  | 568  | 567     |
| Diferencia |      | −0,17 % |